# Ray Wietecha
(en) Statistiques sur pro-football-reference
Raymond Walter Wietecha (né le 2 novembre 1928 à East Chicago et mort le 14 décembre 2002 à Phoenix) est un joueur et entraîneur américain de football américain et joueur de baseball.

## Enfance et université
Wietecha commence à jouer au poste de centre lorsqu'il est au lycée à Gary. Après avoir commencé à l'université d'État du Michigan, Wietecha est transféré à l'université Northwestern où il excelle, remportant notamment le Rose Bowl 1949 et une nomination dans l'équipe de la saison de la Big 10 Conference,. Sélectionné à la Draft 1950 de la NFL par les Giants de New York, le joueur ne peut pas intégrer l'équipe, effectuant son service militaire avec l'United States Marine Corps lors de la Guerre de Corée.

## Carrière

### Tentative dans le baseball
Wietecha se montre à l'aise aussi bien en football qu'en baseball et intègre notamment la formation des Senators de Washington et joue pour les Hornets de Charlotte en ligue mineure. Sur cette saison, il dispute cent matchs pour une moyenne à la batte de 0.255 et réalise treize coups de circuit. Cependant, il ne reste qu'une année dans le secteur du baseball et revient vers le football américain.

### Joueur puis entraîneur
Après une saison 1953 où il est remplaçant au poste de centre, Wietecha récupère le poste de titulaire l'année d'après et devient un élément incontournable des Giants, étant également utilisé comme long snapper sur les field goals et les punts. Il remporte le championnat NFL avec les Giants en 1956 et reçoit de nombreuses nominations dont quatre sélections au Pro Bowl. Wietecha joue 124 matchs avec New York ainsi que les six rencontres des play-offs et envoie les ballons pour des joueurs légendaires comme Charlie Conerly et Y. A. Tittle,.
Après l'arrêt de sa carrière de joueur en 1962, le centre devient entraîneur, s'occupant de la ligne offensive des Rams de Saint-Louis puis des Packers de Green Bay, remportant les deux premiers Super Bowl de l'histoire avec cette franchise. Après des passages chez les Giants, les Colts de Baltimore ou encore les Bills de Buffalo, Wietecha se dirige vers l'USFL et s'occupe de l'attaque du Blitz de Chicago puis des Wranglers de l'Arizona, décrochant les play-offs à chaque fois mais ne remportant finalement pas le trophée. De 1985 à 1995, l'ancien joueur de Northwestern exerce la fonction de recruteur pour les Packers de Green Bay.